# Jean Danse
Jean Danse, né à Liège le 30 septembre 1833 et mort dans sa ville natale le 23 février 1890 est un graveur, médailleur et dessinateur belge. Il est aussi professeur de dessin à l'Académie royale des beaux-arts de Liège de 1884 à 1890.

## Biographie
Né à Liège le 30 septembre 1833, Jean Joseph Danse est le fils cadet d'Etienne Danse et de Marie Josephe Lys,. Le couple a d'autres enfants : Lambert Danse (1815-1855), Marie Josephe Danse (1819-1883), Servais Antoine Danse (1822-1883), Marguerite Henriette Danse (1824-1878) et Marie Catherine Danse (1831-?).
Il étudie à l'Académie royale des beaux-arts de Liège, où il est l'élève de Lambert Herman et d'Hubert Distexhe, et où il remporte plusieurs prix,. Dessinateur et illustrateur, il est actif à Liège,. Il est aussi l'auteur de nombreuses médailles commémoratives,,, dont une médaille réalisée pour l'Union des Artistes de Liège en 1864 (conjointement avec Émile Tasset) ainsi que deux médailles à l'effigie du compositeur Étienne Soubre en 1871 et du Roi Léopold II en 1881 (frappée à l'occasion de l'Exposition de l'Art ancien au Pays de Liège).

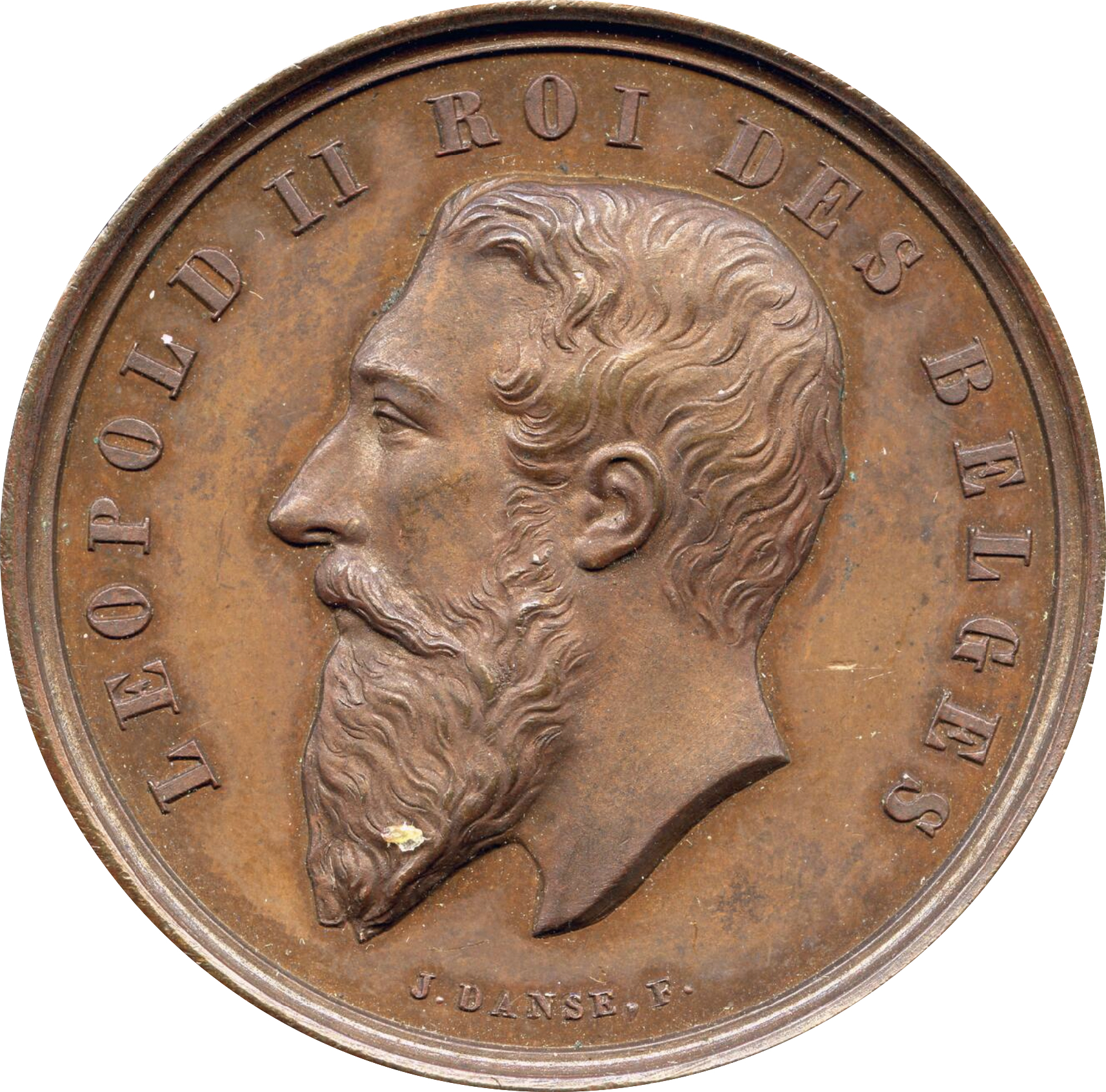
Avers de la médaille de l'Exposition de l'Art ancien au Pays de Liège, à l'effigie du Roi Léopold II, 1881 (diamètre 3,6 cm), Liège, musée de la Vie wallonne.

Il est nommé professeur de dessin dans les écoles primaires en 1879, puis à l'Académie royale des beaux-arts de Liège aux cours de principes en 1884 où il remplace Édouard van Marcke,,. En parallèle, il s'occupe également des cours de principes de dessin de la classe des demoiselles, créée l'année de son entrée à l'Académie. La rubrique nécrologique du journal La Meuse le décrit en ces termes : « Dévoué à ses fonctions, ayant au plus haut degré l'amour du devoir, il ne ménageait ni son temps ni ses peines ; ses leçons étaient préparées avec le plus grand soin et pourraient être citées comme modèles ; ses dessins d'application dénotaient la haute compétence du maître ».
Il épouse Marie Jeanne Josephine Huynen en mai 1883, avec qui il a deux enfants : Sylvain Etienne Servais Joseph Danse en septembre 1883 et Irène Catherine Marie Josephe Danse en juin 1888.
L'artiste décède le 23 février 1890 à Liège et il est inhumé au cimetière de Robermont.